# Jan Jędrychowski
Jan Jędrychowski CM (ur. 21 maja 1899 w Słomnikach, zm. 6 maja 1942 w KL Dachau) – polski duchowny katolicki, Sługa Boży Kościoła katolickiego.
Syn Jana Jędrychowskiego i Franciszki z Kurkiewiczów. W 1915 został przyjęty do Małego Seminarium Księży Misjonarzy w Krakowie, gdzie ukończył szkołę średnią. Do Zgromadzenia Księży Misjonarzy Świętego Wincentego à Paulo wstąpił 23 września 1919 r. Równocześnie rozpoczął studia filozoficzno-teologiczne w Instytucie Teologicznym Księży Misjonarzy. Święcenia kapłańskie przyjął 6 czerwca 1926 roku i podjął działalność duszpasterską w Milatynie Nowym, a następnie w Krakowie (na Kleparzu).

Po wybuchu II wojny światowej został aresztowany przez gestapo 15 lipca 1940 roku i uwięziony na Montelupich. Następnie 30 sierpnia trafił do niemieckiego obozu koncentracyjnego w Auschwitz, a potem 12 grudnia 1940 do Dachau.
Jako chory został zagazowany przez oprawców.

Jest jednym z 122 Sług Bożych, wobec których 17 września 2003 roku rozpoczął się, proces beatyfikacyjny drugiej grupy męczenników z okresu II wojny światowej.

## Źródła internetowe
- Biografia (wł.)
- Życiorys z fotografią na stronie Archiwum ofiar terroru nazistowskiego i komunistycznego w Krakowie 1939–1956
- Informacje biograficzne na stronie Parafii pw. Bożego Ciała w Słomnikach